# Mnemosine. Biblioteca Digital de La otra Edad de Plata
Mnemosine. Biblioteca Digital de La Otra Edad de Plata es una biblioteca digital y base de datos académica, especializada en la literatura española entre los años 1868 y 1939, lo que se ha dado en llamar la Edad de Plata. Selecciona, cataloga y pone en abierto textos, datos y metadatos de autores, obras, colecciones literarias y revistas culturales, con el fin de facilitar una revisión historiográfica de este periodo, teniendo en cuenta las aportaciones procedentes de las humanidades digitales.

## Biblioteca digital
Partiendo de datos empíricos estructurados, la biblioteca digital Mnemosine presenta colecciones de datos que permiten hacer visibles nuevos subgéneros literarios, ejes temáticos y fichas de autores que configuran «La Otra Edad de Plata»  con el fin de rescatar textos y autores de la literatura española del primer tercio del siglo XX, relegados durante décadas a los márgenes de un canon muchas veces discriminatorio. Esta biblioteca está concebida como un laboratorio en el que se exploran datos y metadatos. Se puede experimentar con textos y herramientas digitales para abrir nuevas claves de interpretación histórica y cultural.
La biblioteca está gestionada por el Grupo de Investigación La Otra Edad de Plata: Historia Cultural y Digital de la Universidad Complutense y ha sido desarrollada en colaboración con los grupos LEETHI e ILSA y con la financiación del Ministerio de Ciencia, Innovación y Universidades, la Agencia Estatal de Investigación y el Fondo Europeo de Desarrollo Regional.

## Base de datos
Mnemosine. Biblioteca digital de La Otra Edad de Plata ha sido desarrollada con Clavy, una plataforma experimental para la gestión de colecciones digitales especializadas y reconfigurables. Clavy incorpora un sistema muy expresivo para la navegación, filtrado y búsqueda, que dota a la herramienta de mecanismos de introspección de colecciones con un gran volumen de información y de relaciones entre los datos. En un primer momento de gestación se importaron  datos desde HathiTrust y Biblioteca Digital Hispánica con el fin de crear colecciones expertas. La base de datos de Mnemosine cuenta con enlaces a 5321 objetos digitalizados. El modelo de metadatos desarrolla datos de personas, obras, colecciones editoriales y publicaciones periódicas entre las que se establecen diferentes relaciones que permiten la creación de colecciones específicas.

## Colecciones
La biblioteca digital Mnemosine articula la historia digital de La Otra Edad de Plata a través de colecciones digitales a las que se accede a través de tres vías de entrada que permiten ver más, mejor y de forma diferente un corpus de datos enlazados:
- 1ª Vía: Cartografía digital: En diálogo con el cartel literario que Ernesto Giménez Caballero publicara en La Gaceta Literaria el 15 de julio de 1927, esta cartografía es un mapa interactivo y didáctico, sintético y visual, en el que se representa la transición de las investigaciones filológicas e históricas hacia la apertura de los Estudios Culturales y las Humanidades Digitales .
- 2ª Vía: Historia y Filología: Historia y Filología han organizado el conocimiento a través de aspectos biográficos, temáticos y formales que evolucionan en el tiempo. Escritores, escritoras, géneros literarios, publicaciones periódicas, coleccionistas, instituciones, etc. ofrecen una aproximación sistemática, ordenada y objetiva de los datos. Esta vía da acceso a las siguientes colecciones: 1) Escritoras, 2) Escritores, 3) Mujeres poetas, 4) Géneros literarios, 5) Edad de Plata Interactiva, 6) Libros digitalizados, 7) Publicaciones periódicas.
- 3ª Vía: Constelaciones culturales: Para desafiar la visión hegemónica del canon, las constelaciones culturales ofrecen una mezcla intuitiva de literatura y plasticidad, de sociología y praxis en la que se deja espacio a aspectos innovadores y heterodoxos entre los que destacan nuevas identidades, géneros, temas, traducciones y el gran público. Esta vía da acceso a las siguientes colecciones:
  1. Mujeres intelectuales. Esta colección integra las entradas de la biblioteca correspondientes a obras escritas por las primeras mujeres modernas como Carmen de Burgos o Hildegart Rodríguez Carballeira.
  2. Traductoras en la Edad de Plata. La traducción fue profesión de mujeres educadas en ámbitos internacionales y gracias a la traducción buena parte de dichas mujeres escritoras lograron sobrevivir en el exilio.[12] Por ejemplo, Matilde Huici,  y María de Maeztu
  3. Literatura lésbica. Esta colección abre camino a un corpus de textos que incorpora las relaciones entre mujeres desde un punto de vista afectivo, sentimental e identitario. Destaca la obra Zezé de Ángeles Vicente
  4. Literatura femenina en Índice Literario. La colección da a conocer obras literarias escritas por mujeres publicadas en España entre 1932 y 1936 y reseñadas en la revista Índice Literario
  5. Literatura infantil. Pueden hallarse primeras ediciones de obras en español e incluso cuentos traducidos de otros idiomas como los de Edith Nesbit.
  6. Cuentos de Calleja. Contiene los enlaces a la colección "Juguetes Instructivos" publicados por la editorial creada en Madrid por Saturnino Calleja en 1876.
  7. Diálogos literarios. El diálogo literario hispánico clásico también está vivo durante esta primera modernidad y es cultivado por dramaturgos como José López Silva y Miguel Ramos Carrión.
  8. Protociencia ficción. Es el descubrimiento de un género que tuvo una notable difusión en la Edad de Plata y que no ha sido suficientemente valorado, donde hay autores tan significativos como Enrique Gaspar y Jesús de Aragón.
  9. Literatura de quiosco. Colecciones de novelas vendidas al público a precio muy económico, motivo por el cual la literatura comenzó a llegar al público económicamente menos favorecido.[13] Fue muy popular El Cuento Semanal.
  10. Literatura de compromiso. Muestra una selección de obras con un mayor o mejor grado de intencionalidad política. Destacan las colecciones La Novela Roja, Tesoro de la Literatura Revolucionaria o La Novela Proletaria.
  11. Fondo Fernando Eguidazu. En esta colección se da cuenta de los 295 títulos de colecciones literarias publicadas entre 1900 y 1936 que pertenecieron al fondo del coleccionista Fernando Eguidazu y  que ahora están alojadas en el Instituto Iberoamericano de Berlín
  12. Instituto Iberoamericano de Berlín. Contiene los datos de la colección Fernando Eguidazu con el fin de hacer reconocimiento público de la labor que las instituciones culturales llevan a cabo en apoyo de los investigadores.
  13. Bohemia literaria. Recoge obras de autores que pertenecieron a la bohemia  o que escribieron textos sobre la vida bohemia. Algunos son más conocidos, pero otros son raros y olvidados como Luis Bonafoux .
  14. Muertos en el conflicto. En ella se rescatan del olvido todos los autores que por vejez o por motivos bélicos perdieron la vida durante la Guerra Civil. Véanse: Ramón Franco  y Augusto Vivero.
  15. Autores en el exilio. Esta colección recoge los autores que sufrieron exilio a partir de 1939 con el fin de geolocalizar sus itinerarios. Véanse: Luis Bagaría y María Martínez Sierra.
  16. Memoria de exiliadas. Recoge referencias a un total de 49 textos memorialísticos de mujeres que escribieron sobre su experiencia vital en el exilio entre las que destacan Isabel Oyarzábal  y María Lejárraga .
  17. Madrid en la literatura. Madrid era la ciudad moderna por excelencia durante el primer tercio del siglo XX y, por lo tanto, constituye el espacio en el que transcurre la acción en bastantes obras literarias, trazando rutas emocionales que son claves para comprender los tiempos modernos.
  18. Autores extremeños. Se trata de una colección que pone en valor a los escritores que publican fuera de los grandes centros culturales
  19. Carmen de Burgos. Pone en valor la vida y obra de esta escritora moderna.
  20. Luis Bello. Periodista, cronista y director de periódicos. Su obra Viaje por las escuelas de España, es un referente para los estudiosos de las escuelas rurales de la Edad de Plata

## Hacia la historia cultural y digital de La Otra Edad de Plata
La digitalización masiva de fondos históricos y su influencia en la apertura del corpus literario han dado lugar a lo que se denomina el «archivo infinito», un continuum de datos deslocalizados. Ante tal infinitud, la Biblioteca Digital Mnemosine contribuye a articular metodológicamente ese desorden digital y desarrollar un nuevo marco teórico para la historiografía digital de la Edad de Plata con el desarrollo de una smartlibrary.